# Emilia Fox
Emilia Rose Elizabeth Fox, född 31 juli 1974 i Hammersmith, London, är en brittisk skådespelare  och producent. I Sverige är hon mest känd för TV-roller i bland annat serierna Stolthet och fördom (1995) och Tyst vittne (från 2004).

## Biografi

### Uppväxt
Fox kommer från en anrik brittisk skådespelarfamilj där skådespelaryrket har varit det självklara valet i flera generationer. Hon är dotter till skådespelarna Edward Fox och Joanna David. Hennes gammelfarmor var skådespelerskan Hilda Hanbury (1875–1961), genom vilken Fox också är släkt med en av 1800-talets största brittiska teaterskådespelerskor, Ellen Terry. Hennes farbror James Fox, hennes kusin Laurence Fox och hennes bror Freddie Fox är också skådespelare. 
Fox gick grundskolan på Bryanston School i Dorset och studerade sedan engelska vid St. Catherine’s College i Oxford.

### Karriär
Medan hon studerade i Oxford fick hon en roll som Georgiana i TV-serien Stolthet och fördom. Sedan 2004 spelar Fox huvudrollen som Dr. Nikki Alexander i TV-serien Tyst vittne (Silent Witness).
2013 medverkade Fox i kusinen Laurence Fox musikvideo till låten "So Be Damned".

### Privatliv
Mellan 2005 och 2009 var Fox gift med den brittiske skådespelaren Jared Harris.
Hon har en dotter, Rose, med den brittiske skådespelaren och fredsaktivisten Jeremy Gilley. Deras förhållande tog slut 2011.

## Filmografi i urval
- 1995 – Stolthet och fördom (TV-serie) – Georgiana Darcy
- 1999 – Röda nejlikan (TV-serie) –  Minette Roland
- 2002 – The Pianist – Dorota
- 2002 – Coupling (TV-serie) – Wilma
- 2003 – Henry VIII (miniserie) – Jane Seymour
- 2004–2025 – Tyst vittne (TV-serie) – Dr. Nikki Alexander
- 2005 – Keeping Mum – Rosie Jones
- 2006 – Cashback – kassörskan Sharon Pintey
- 2009 – Merlin (TV-serie) – Morgause
- 2012 – Herrskap och tjänstefolk (TV-serie) – Lady Portia Alresford
- 2012 – Falcón (TV-serie) – Inés Conde De Tejada (två avsnitt av fyra)
- 2016–2018 - Delicious (TV-serie) – Samantha "Sam" Vincent
- 2016 – The Tunnel (TV-serie) – Vanessa Hamilton
- 2020 – Min fru går igen – Violet Bradman
- 2025 – Legend Has It – Meerin